# Maria Isabel Correig Blanchar
Maria Isabel Correig Blanchar (Reus, Baix Camp, 1940 - Reus, Baix Camp, 17 de setembre de 2020) fou una religiosa i missionera catalana.
Maria Isabel Correig, filla del poeta Antoni Correig i de Maria Blanchar Grau, va ser una religiosa de la Companyia del Sagrat Cor de Jesús, que exercí com a missionera a la República Democràtica del Congo durant prop de cinquanta anys. Durant aquest mig segle va viure a Kinshasa i altres poblacions congoleses, integrant-se en la cultura africana i identificant-se amb el país que l'acollia i també amb la seva història convulsa, vivint els vaivens del règim del president Mobutu, l'assassinat del president Kabila i esdeveniments dramàtics que de vegades la van portar a ser desallotjada uns dies per perill imminent de la seva vida.
Durant la seva trajectòria missionera, juntament amb Philippe Nkiere, sacerdot i també missioner, fill del Congo, que acabaria sent el bisbe d'Inongo anys després, i que fou molt important en la seva vida, i d'altres persones que els acompanyaren, coincidiren en una mateixa visió de la realitat del poble congolès i intentant donar una resposta a la situació de marginalització van iniciar l'Associació "Ekolo i Bondeko" ('Poble de la fraternitat'). Ekolo i Bondeko va ser reconeguda com a associació de fidels per l'Església local congolesa el 1985 i aprovada definitivament el 1993. L'associació va crear, entre altres iniciatives, el “Foyer Elikya”, a Kinshasa, que acull 25 nenes a les quals se'ls proporciona un ambient familiar on se sentin estimades i ajudades. La majoria havien estat rebutjats per la seva família, acusades de bruixeria.
El 2019 va tornar a la capital del Baix Camp amb una malaltia que havia de ser definitiva. A l'Àfrica va saber què era patir la malària, però ara el diagnòstic era un altre: càncer de pàncrees i la seva esperança de vida de pocs mesos. En aquesta estada reusenca de final de trajecte, com que ja no podia treballar al Congo, es dedicà a escriure sobre ell. I així és com va néixer el llibre que explica detalls de la seva tasca incansable al país africà. Isabel Correig va morir el 17 de setembre de 2020 a Reus.

## Publicació
L'any 2022 l'Editorial Claret va publicar el llibre "Què has fet del teu germà? La resposta de la M. Isabel Correig (1940-2020)", a mode de testimoni de la vida evangèlica escrit per aquesta monja que va dedicar la seva vida a les missions a l'Àfrica.

## Reconeixements
El 2007, l'Ajuntament de Reus li va concedir la 'Medalla de la Ciutat' en reconeixement de la seva trajectòria de dècades com a missionera al Congo, una trajectòria al llarg de la qual va demostrar sempre el seu compromís en favor de les persones més desfavorides, treballant i lluitant contra la marginació i obrint finestres de futur a persones excloses de la societat, al costat de moltes altres persones, amb les quals va crear l'Associació "Ekolo Ya Bondeko".
El 2015 se li va concedir el 'Premi Gaudí Gresol a la solidaridad', per la seva tasca envers els més desfavorits.